# Copa Asobal 2002
La XIII edición de la Copa Asobal se celebró entre el 28 y el 29 de diciembre de 2002, en el pabellón Polideportivo Pisuerga de Valladolid.
En ella participaron el BM Valladolid como equipo anfitrión y los tres primeros equipos clasificados a la finalización
de la primera vuelta del Campeonato de Liga de la temporada 2002/2003, que fueron el Balonmano Ciudad Real, el Portland San Antonio, y el FC Barcelona.
Este campeonato se jugó por concentración bajo la fórmula de eliminatoria a partido único (en semifinales y final), y el emparejamiento de los equipos para semifinales se estableció por sorteo puro.
El equipo vallisoletano, que debutaba en la competición, se alzó con la victoria ante su enfervorizada afición, que llenó el pabellón con más de seis mil espectadores. Fue ese el primer título de su historia.

## Eliminatorias
|  | Semifinales           | Semifinales           | Semifinales  |              |               | Final         | Final | Final |  |
|  |                       |                       |              |              |               |               |       |       |  |
|  |                       |                       |              |              |               |               |       |       |  |
|  | FC Barcelona          | FC Barcelona          | 35           |              |               |               |       |       |  |
|  | FC Barcelona          | FC Barcelona          | 35           |              |               |               |       |       |  |
|  | Balonmano Ciudad Real | Balonmano Ciudad Real | 34           |              |               |               |       |       |  |
|  | Balonmano Ciudad Real | Balonmano Ciudad Real | 34           |              | BM Valladolid | BM Valladolid | 28    |       |  |
|  |                       |                       |              |              | BM Valladolid | BM Valladolid | 28    |       |  |
|  |                       |                       | FC Barcelona | FC Barcelona | 27            |               |       |       |  |
|  | BM Valladolid         | BM Valladolid         | FC Barcelona | FC Barcelona | 27            | 29            |       |       |  |
|  | BM Valladolid         | BM Valladolid         |              |              |               | 29            |       |       |  |
|  | Portland San Antonio  | Portland San Antonio  | 22           |              |               |               |       |       |  |
|  | Portland San Antonio  | Portland San Antonio  | 22           |              |               |               |       |       |  |
|  |                       |                       |              |              |               |               |       |       |  |

| Castilla y León                  |
| Campeón BM Valladolid 1.º título |

- Datos: Q5786413